# لورنس إيفز
لورنس إيفز (بالإنجليزية: Laurence Eaves)‏ هو فيزيائي بريطاني، ولد في 13 مايو 1948 في Pentre ‏ في المملكة المتحدة.